# Letônia nos Jogos Olímpicos
A Letônia participou pela primeira vez dos Jogos Olímpicos em 1924. Após a ocupação do país pela União Soviética em 1940, atletas letões competiram pela União Soviética nos Jogos Olímpicos entre 1952 e 1988. Após a dissolução da União Soviética e independência da Letônia em 1991, a nação retornou aos Jogos Olímpicos em 1992 e competiu em todos os Jogos desde então.
Atletas letões ganharam um total de 18 medalhas nos Jogos Olímpicos de Verão e 2 medalhas nos Jogos Olímpicos de Inverno. Eles têm uma grande proporção de medalhas de prata, com apenas dois ouros. Esse total não inclui medalhas conquistadas por atletas letões enquanto o país representava a União Soviética.
O Comitê Olímpico Nacional da Letônia foi criado pela primeira vez em 1922. O atual é o Comitê Olímpico da Letônia, que foi reconhecido pelo COI em 1991.

## Medalhistas

### Olimpíadas de Verão
| Medalha           | Nome                                                          | Jogos            | Esporte            | Evento                         |
| ----------------- | ------------------------------------------------------------- | ---------------- | ------------------ | ------------------------------ |
| Medalha de prata  | Jānis Daliņš                                                  | 1932 Los Angeles | Atletismo          | Marcha atlética 50km masculino |
| Medalha de prata  | Edvīns Bietags                                                | 1936 Berlim      | Lutas              | Greco-Romana - 79-87 kg        |
| Medalha de bronze | Adalberts Bubenko                                             | 1936 Berlim      | Atletismo          | Marcha atlética 50km masculino |
| Medalha de prata  | Ivan Klementjev                                               | 1992 Barcelona   | Canoagem           | C-1 1000 metros masculino      |
| Medalha de prata  | Afanasijs Kuzmins                                             | 1992 Barcelona   | Tiro               | Pistola masculina 25m          |
| Medalha de bronze | Dainis Ozols                                                  | 1992 Barcelona   | Ciclismo (Estrada) | Individual Masculino           |
| Medalha de prata  | Ivan Klementjev                                               | 1996 Atlanta     | Canoagem           | C-1 1000 metros masculino      |
| Medalha de ouro   | Igors Vihrovs                                                 | 2000 Sydney      | Ginástica          | Solo masculino                 |
| Medalha de prata  | Aigars Fadejevs                                               | 2000 Sydney      | Atletismo          | Marcha atlética 50km masculino |
| Medalha de bronze | Vsevolods Zeļonijs                                            | 2000 Sydney      | Judô               | Até 73 kg masculino            |
| Medalha de prata  | Jevgēņijs Saproņenko                                          | 2004 Atenas      | Ginástica          | Salto sobre a mesa masculino   |
| Medalha de prata  | Vadims Vasiļevskis                                            | 2004 Atenas      | Atletismo          | Lançamento de Dardo            |
| Medalha de prata  | Jeļena Rubļevska                                              | 2004 Atenas      | Pentatlo moderno   | Feminino                       |
| Medalha de prata  | Viktors Ščerbatihs                                            | 2004 Atenas      | Halterofilismo     | Mais de 105 kg masculino       |
| Medalha de ouro   | Māris Štrombergs                                              | 2008 Pequim      | Ciclismo (BMX)     | BMX masculino                  |
| Medalha de prata  | Ainārs Kovals                                                 | 2008 Pequim      | Atletismo          | Lançamento de dardo masculino  |
| Medalha de bronze | Viktors Ščerbatihs                                            | 2008 Pequim      | Halterofilismo     | Mais de 105 kg masculino       |
| Medalha de ouro   | Nauris Miezis, Edgars Krumins, Karlis Lasmanis e Agnis Cavars | 2020 Tóquio      | Basquetebol        | Basquetebol 3x3                |

### Olimpíadas de Inverno
| Medalha           | Nome                     | Jogos          | Esporte  | Evento               |
| ----------------- | ------------------------ | -------------- | -------- | -------------------- |
| Medalha de bronze | Mārtiņš Rubenis          | 2006 Turim     | Luge     | Individual masculino |
| Medalha de prata  | Andris Šics e Juris Šics | 2010 Vancouver | Luge     | Duplas               |
| Medalha de prata  | Martins Dukurs           | 2010 Vancouver | Skeleton | Masculino            |
| Medalha de bronze | Andris Šics e Juris Šics | 2014 Sochi     | Luge     | Duplas               |

## Quadro de medalhas

### Medalhas por Jogos de Verão
| Jogos            | Ouro                          | Prata                         | Bronze                        | Total                         |
| 1924 Paris       | 0                             | 0                             | 0                             | 0                             |
| 1928 Amsterdã    | 0                             | 0                             | 0                             | 0                             |
| 1932 Los Angeles | 0                             | 1                             | 0                             | 1                             |
| 1936 Berlim      | 0                             | 1                             | 1                             | 2                             |
| 1952–1988        | como parte da União Soviética | como parte da União Soviética | como parte da União Soviética | como parte da União Soviética |
| 1992 Barcelona   | 0                             | 2                             | 1                             | 3                             |
| 1996 Atlanta     | 0                             | 1                             | 0                             | 1                             |
| 2000 Sydney      | 1                             | 1                             | 1                             | 3                             |
| 2004 Atenas      | 0                             | 4                             | 0                             | 4                             |
| 2008 Pequim      | 1                             | 1                             | 1                             | 3                             |
| 2012 Londres     | 1                             | 0                             | 1                             | 2                             |
| 2020 Tóquio      | 1                             | 0                             | 0                             | 1                             |
| Total            | 4                             | 11                            | 5                             | 20                            |

### Medalhas por Jogos de Inverno
| Jogos                       | Ouro                          | Prata                         | Bronze                        | Total                         |
| 1924 Chamonix               | 0                             | 0                             | 0                             | 0                             |
| 1928 St. Moritz             | 0                             | 0                             | 0                             | 0                             |
| 1932 Lake Placid            | não participou                | não participou                | não participou                | não participou                |
| 1936 Garmisch-Partenkirchen | 0                             | 0                             | 0                             | 0                             |
| 1952–1988                   | como parte da União Soviética | como parte da União Soviética | como parte da União Soviética | como parte da União Soviética |
| 1992 Albertville            | 0                             | 0                             | 0                             | 0                             |
| 1994 Lillehammer            | 0                             | 0                             | 0                             | 0                             |
| 1998 Nagano                 | 0                             | 0                             | 0                             | 0                             |
| 2002 Salt Lake City         | 0                             | 0                             | 0                             | 0                             |
| 2006 Turim                  | 0                             | 0                             | 1                             | 1                             |
| 2010 Vancouver              | 0                             | 2                             | 0                             | 2                             |
| 2014 Sochi                  | 0                             | 2                             | 2                             | 4                             |
| Total                       | 0                             | 4                             | 3                             | 7                             |

### Medalhas por esporte
| Esporte          | Ouro | Prata | Bronze | Total |
| Ginástica        | 1    | 1     | 0      | 2     |
| Ciclismo         | 1    | 0     | 1      | 2     |
| Atletismo        | 0    | 4     | 1      | 5     |
| Canoagem         | 0    | 2     | 0      | 2     |
| Pentatlo moderno | 0    | 1     | 0      | 1     |
| Tiro             | 0    | 1     | 0      | 1     |
| Halterofilismo   | 0    | 1     | 1      | 2     |
| Lutas            | 0    | 1     | 0      | 1     |
| Judô             | 0    | 0     | 1      | 1     |
| Luge             | 0    | 1     | 1      | 2     |
| Skeleton         | 0    | 1     | 0      | 1     |
| Basquetebol      | 1    | 0     | 0      | 1     |
| Total            | 3    | 13    | 5      | 20    |